# CrossFit Games
Los CrossFit Games son una competición atlética anual creada por CrossFit, Inc., una empresa dedicada al fitness que inventó un método de entrenamiento de alta intensidad, dirigido principalmente a militares, bomberos y cuerpos policiales, pero que terminó atrayendo a multitud de adeptos de a pie por todo el mundo. 
Esta competición se lleva a cabo cada verano desde el 30 de junio de 2007 y en ella, los atletas compiten en rutinas de ejercicios que les son entregadas pocas horas antes de salir a la pista. Muchas de estas rutinas, comprenden levantamientos estándar y movimientos gimnásticos, pero a veces incluyen elementos sorpresa que no forman parte del régimen típico de CrossFit; en algunos eventos se incluye la natación o ejercicios de habilidad como lanzamiento de pelotas. 
Este evento va dedicado a descubrir a las personas más en forma sobre La Tierra o «Fittest on Earth», como cita su eslogan.

## Historia
Los CrossFit Games fueron creados en 2007 por Greg Glassman, fundador de la marca CrossFit® y Dave Castro, un ex-Navy SEAL que mantuvo el puesto de director de la competición desde su inauguración hasta 2022, año en el que fue sustituido por Adrian Bozman.
Todo comenzó con una conversación entre Dave y Mark Twight, uno de los mejores escaladores a nivel mundial en ese momento, durante unas maniobras en Afganistán. Este último le habló sobre un método de entrenamiento de alta intensidad llamado CrossFit, que estaba orientado principalmente a la preparación de los cuerpos de seguridad y defensa, pero que iba ganando cada vez más seguidores fuera de ese ámbito.
Dave comenzó su trayectoria en esta modalidad deportiva y en poco tiempo ya formaba parte del equipo CrossFit Headquarters, obteniendo al mismo tiempo su licencia como entrenador de CrossFit®. Debido a su carácter competitivo, Castro decidió contactar con Greg Glassman, dueño de la marca y juntos decidieron crear su propia competición a la que bautizarían como CrossFit Games.

### Inauguración
Los CrossFit Games se celebraron por primera vez el 30 de junio de 2007 y tuvieron lugar en el propio rancho familiar de Dave Castro, en la ciudad estadounidense de Aromas, California. El evento albergó a tan solo 60 atletas y un centenar de espectadores, además los campeones obtuvieron un premio de 500 dólares, que en la actualidad asciende a 300.000 dólares.

Durante los dos primeros años (2007 y 2008), las inscripciones se realizaban de forma presencial y estaban abiertas a todas las personas que se desplazasen hasta la localidad de Aromas, donde las dos únicas condiciones eran ser mayores de edad y estar asociados a gimnasios de la marca CrossFit®.

### Regionals
Ya en 2009 y debido a centenares de solicitudes de participación, la organización se vio obligada a crear una fase previa donde los inscritos deberían clasificarse previamente si querían competir en el evento final de los CrossFit Games. Obtuvieron la invitación los mejores atletas del año anterior y los que consiguieron ascender a las mejores posiciones de los «Regionals», fase en la que los miembros de centros CrossFit competían por ser los mejores de las regiones en las que se dividían Estados Unidos y Canadá. Además, ese mismo año se creó también la categoría por equipos, debiendo componerse de cuatro miembros (dos mujeres y dos hombres).

### CrossFit Open
En 2010, la competición se había extendido a nivel mundial y la organización tenía que realizar nuevos cambios para dar acceso a atletas externos a los dos países principales. Por ello, se creó el Open de Crossfit que consistía en una clasificación por países donde los atletas tenían que enviar sus resultados en forma de vídeo vía en línea o a través de la verificación de un entrenador con licencia CrossFit®., con el fin de alcanzar los Regionals y ser los mejores de las 17 regiones, donde 12 de ellas estaban distribuidas entre Estados Unidos y Canadá, junto a los otros cinco continentes habitados (Europa, Asia, Oceanía, África y el resto del continente americano que comprende a Latinoamérica). Durante el Open, se publica un ejercicio semanal que los atletas deberán practicar durante varios días para conseguir sus mejores resultados y enviarlos para su posterior verificación, siendo solo el mejor de cada país quien alcance los CrossFit Games.
El alto número de participantes hacía inviable la realización de los CrossFit Games en el rancho de Aromas, por lo que la competición fue trasladada al Home Depot Center (renombrado más tarde como StubHub Center y después como Dignity Health Sports Park) en Carson, California. Los equipos también sufrieron cambios en el año 2010, aumentando el número de miembros de cuatro a seis y además se creó una nueva categoría llamada «Masters», que comprendía a hombres y mujeres de 55 años en adelante; esto equilibraba la competición en cuanto a las condiciones físicas debido a la diferencia de edad con los más jóvenes.
El CrossFit Open fue todo un éxito y recibió un gran aumento de participantes conforme avanzaban los años: 2012 (69.000), 2013 (138.000), 2014 (209.585), 2015 (273.000), 2016 (324.307), 2017 (380.000), 2018 (415.000). Más tarde y debido a un gran número de despidos tras la disolución del departamendo de medios audiovisuales de la empresa CrossFit®, el número de participantes del Open comenzó a descender obteniendo datos de 358.646 participantes en 2019 y 239.106 en 2020.

### Super Regionals
En 2015, el sistema de clasificación volvió a sufrir cambios importantes y pasó a dividirse en ocho eventos regionales, respecto a los 17 anteriores. Estos eventos pasaron a ser llamados «Super Regionals» o «The Regionals», al combinar varios de los anteriores eventos regionales, quedando de la siguiente forma: 
- Atlantic Regional (Zona Atlántica): 
  - Atlántico Medio de Estados Unidos - 20 atletas y 15 equipos
  - Sudeste de Estados Unidos - 20 atletas y 15 equipos

- Central Regional (Zona Central): 
  - Medio Oeste de los Estados Unidos - 20 atletas y 15 equipos

- East Regional (Zona Este): 
  - Nordeste de Estados Unidos - 25 atletas y 20 equipos
  - Este de Canadá - 15 atletas y 10 equipos

- Europe Regional (Zona Europea): 
  - Europa Central - 20 atletas y 15 equipos
  - Europa Septentrional - 20 atletas y 15 equipos

- Latin América Regional (Latinoamérica): 
  - América Central - 15 atletas y 10 equipos
  - América del Sur - 25 atletas y 20 equipos

- Meridian Regional (Zona Meridiana): 
  - Europa Meridional - 20 atletas y 15 equipos
  - Oriente Medio y África - 20 atletas y 15 equipos

- West Regional (Zona Oeste): 
  - Costa Oeste de los Estados Unidos - 35 atletas y 25 equipos
  - Oeste de Canadá - 5 atletas y 5 equipos

- Pacific Regional (Zona del Pacífico): 
  - Asia - 10 atletas y 7 equipos
  - Australasia - 30 atletas y 23 equipos

- South Regional (Zona Sur): 
  - Centro Sureste de Estados Unidos - 20 atletas y 15 equipos
  - Centro Suroeste de Estados Unidos - 20 atletas y 15 equipos

Se clasificaban para los Super Regionals, 20 mujeres, 20 hombres y 30 equipos mixtos por región, para luchar por un puesto en el evento final de los CrossFit Games donde participaban 40 mujeres, 40 hombres y 40 equipos mixtos. Estos últimos eran seleccionados según el volumen de participación de cada región para conseguir un equilibrio entre los atletas de todo el mundo:

### Traslado a Wisconsin
Ya en 2017 y después de celebrarse durante siete años en la ciudad de Carson, California, el evento fue trasladado al complejo deportivo Alliant Energy Center, situado en Madison, Wisconsin.

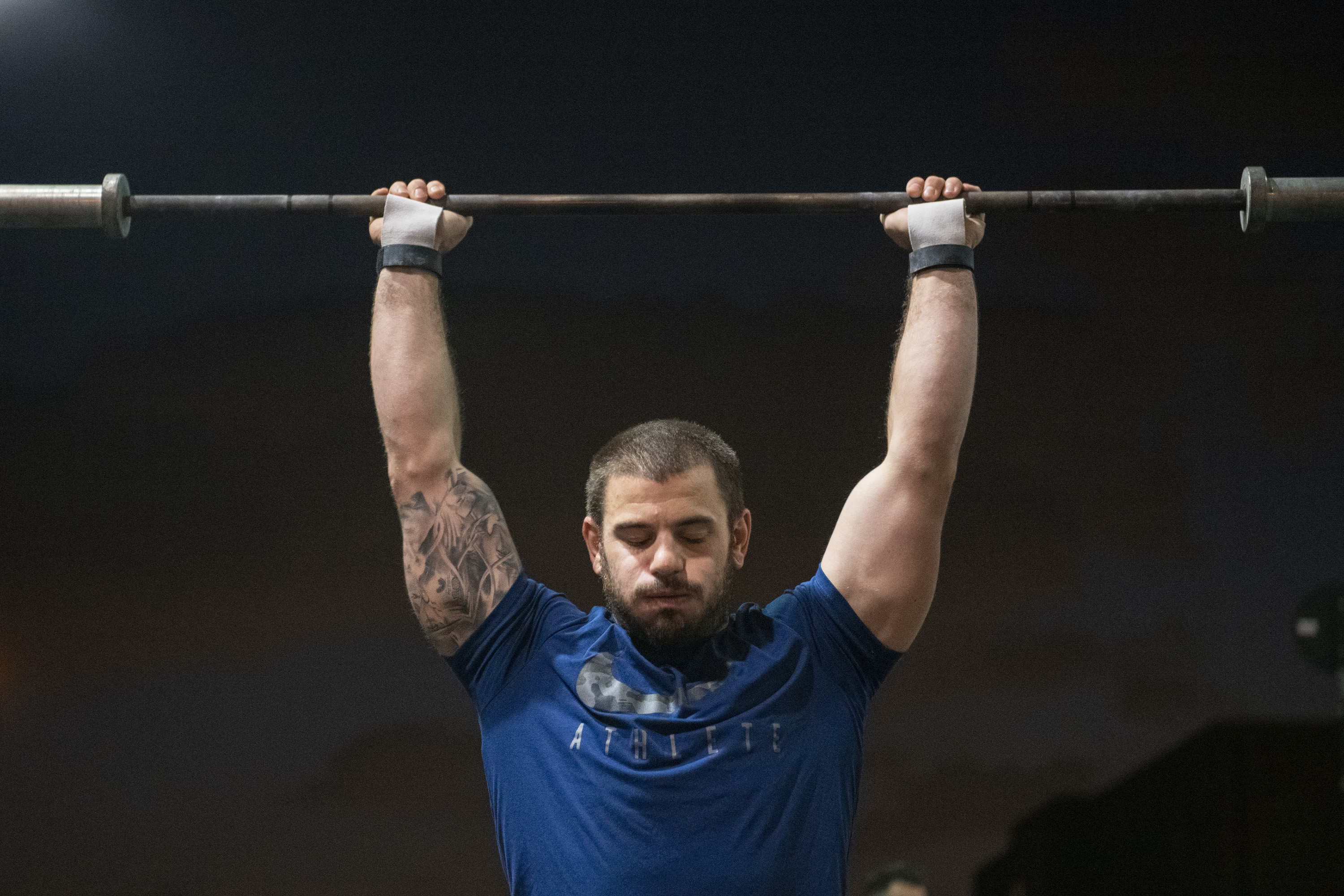
Mathew Fraser, cinco veces campeón de los CrossFit Games durante un entrenamiento

### Supresión de los Regionals
En septiembre de 2018, la organización de CrossFit Games emitió un comunicado informando de la eliminación de los Regionals, el evento clasificatorio que enviaba a los mejores atletas a la final. El fundador de CrossFit, Greg Glassman, declaró que esta fase previa a los CrossFit Games suponía un gran gasto de tiempo y sobre todo económico que no se podía mantener. Glassman quiso dar detalles y comentó que tan solo para organizar los Regionals de Latinoamérica, supuso un coste de más de 1 millón de dólares (930.000 euros aprox.) tan solo para clasificar a un hombre, una mujer y un equipo.
Con esto, la organización del campeonato quiso tranquilizar a los participantes informando de que iban a empezar a colaborar con otras competiciones de fitness independientes, esto haría que los ganadores de las mismas contasen con una plaza directa a los CrossFit Games como si de los antiguos Regionals se tratase. Las competiciones que fueron asociándose con CrossFit, pasaron a denominarse Sanctioned Events.

### Sanctionals
Son uno de los modos de clasificación actuales y que sustituyen a los antiguos Regionals desde 2019. Los Sanctioned Events son competiciones ya existentes de Fitness que no estaban relacionadas con la marca CrossFit®, por lo que funcionaban de forma paralela a los CrossFit Games.
Al suprimirse los Regionals, la organización de los juegos contactó con varias de estas competiciones para que pasasen a formar parte del campeonato de CrossFit y así crear una fase en la que los ganadores de cada Sanctioned Event, tendrían una clasificación directa para los CrossFit Games. En la edición de 2019, ya contaban con 15 eventos que cumplían los requisitos para formar parte de esta fase previa.

### Disolución del equipo de medios audiovisuales
CrossFit Games tenía su propio equipo de medios audiovisuales para emitir las rondas clasificatorias como los Regionals y el CrossFit Open, además de programas especiales donde los mejores atletas competían entre ellos. Este servicio funcionó desde 2013 hasta 2018, pero ya en 2019, se decidió disolver por completo el departamento en una reestructuración de la empresa, con el fin de recibir ese apoyo por parte de otros patrocinadores o colaboradores. Otras compañías, entre las que se encuentra la conocida Rogue Fitness, prestaron sus servicios audiovisuales para continuar con el seguimiento de sus atletas.

### Coronavirus y los Crossfit Games 2020
La fecha oficial para la celebración del evento era del 27 de julio de 2020 al 2 de agosto de 2020, pero debido a la pandemia mundial a causa del Coronavirus, los organizadores barajaron nuevas posibilidades entre las que se encontraron: volver al rancho de Dave Castro donde comenzaron los CrossFit Games y realizar un evento sin público, realizar la competición de forma virtual o directamente anular la edición de los CrossFit Games 2020. El 29 de mayo de 2020, el director de los Games Dave Castro, hizo aparición en un vídeo desde de la cuenta oficial de los CrossFit Games  mostrando su rancho familiar y donde nació la competición, paseando, recordando los primeros años cuando los mejores atletas se reunían allí para competir y añadió: «What do you prepare for? Look around» (¿Estáis preparados? Mirad alrededor) esto confirmó que la edición de 2020 volvía a sus orígenes.
El 25 de junio de 2020, se retrasó la competición debido a causa de la pandemia de COVID-19. Finalmente se celebraron el 19 de octubre y finalizaron el 25 de octubre del mismo año, contando con tan solo diez participantes en la final; cinco mujeres y cinco hombres y celebrándose en el rancho de Dave Castro, lugar donde comenzó la competición en 2007.

### Nobull como patrocinador oficial
Tras la polémica de Greg Glassman con un mensaje racista publicado en redes sociales, el patrocinador oficial de los CrossFit Games durante 9 años, Reebok, decidió dejar de colaborar con la competición para no manchar la imagen de su propia marca. Aunque hay quien especula que el contrato de Reebok estaba a punto de finalizar y aprovecharon la tesitura del mensaje racista para tener un motivo de peso por el que dejar de ser patrocinador oficial y no quedar mal. Sea por lo que fuere, dejó el camino libre a Nobull, una nueva firma de zapatillas y ropa deportiva que firmó por tres años como patrocinador oficial de la competición, con la ayuda de Eric Roza, nuevo propietario de la marca CrossFit.

## Clasificación para los CrossFit Games
Han sido varios cambios los que ha sufrido esta competición de cara a los modos de clasificarse para el evento final, debido al alto crecimiento de participantes durante su historia. Los Regionals formaron parte de la fase previa a los CrossFit Games desde 2009 y eran muy apreciados por los participantes, hasta que fueron suprimidos tras la competición de 2018 por el alto gasto que suponían.
Los atletas pueden clasificarse de tres formas:

### Ganadores de los CrossFit Open
Pueden participar todos los países que cuenten con al menos un box afiliado a la marca CrossFit® y se clasificarán el hombre y la mujer con mejor puntuación de cada país. Para la competición de 2019 se clasificaron un total de 122 hombres y 122 mujeres, con un representante de cada género por país.

### 20 mejores atletas del Open a nivel mundial
Aunque en el CrossFit Open pase únicamente el mejor atleta de cada país, también se permite el pase a los 20 mejores de cada categoría a nivel mundial, lo que quiere decir que los atletas que queden por debajo de la primera posición de su país, pueden seguir optando al pase si su puntuación se encuentra entre las 20 mejores del mundo en el CrossFit Open. Esto permite que en la competición final puedan encontrarse atletas de un mismo país.

### Ganadores de los Sanctionals
Los atletas que consigan la primera posición en los Sanctionals (antiguos Regionals), ganarán también un puesto en los CrossFit Games. En el caso de que un mismo atleta consiga el primer puesto en varios eventos Sanctioned, solo contará el primer evento de todos en los que quede campeón; en los demás se clasificará el siguiente atleta con mejor puntuación.
El campeonato Dubai CrossFit Championship (anteriormente Dubai Fitness Championship), fue el primero en aceptar las condiciones para asociarse con CrossFit® para pasar a formar parte de la fase previa a los CrossFit Games. Los Sanctionals fueron creciendo hasta componer en la actualidad un grupo de 15 campeonatos clasificatorios:
- Dubai CrossFit Championship - Dubái, Emiratos Árabes Unidos
- Australian CrossFit Championship - Queensland, Australia
- Wodapalooza CrossFit Festival - Miami, Florida, Estados Unidos
- CrossFit Fittest in Cape Town - Cape Town, Sudáfrica
- CrossFit Strength in Depth - Londres, Inglaterra
- Asia CrossFit Championship - China continental
- Mid Atlantic CrossFit Challenge - Baltimore, Maryland, Estados Unidos
- CrossFit Italian Showdown - Milán, Italia
- Brazil CrossFit Championship - São Paulo, Brasil
- The CrossFit Lowlands Throwdown - Apeldoorn, Países Bajos
- Down Under CrossFit Championship - Wollongong, Australia
- Reykjavik CrossFit Championship - Reykjavik, Islandia
- The Rogue Invitational - Columbus, Ohio
- CrossFit French Throwdown - París, Francia
- The Granite Games - Saint Cloud, Minnesota, Estados Unidos

### Invitational
En este evento de clasificación patrocinado por Rogue Fitness y bautizado como The Rogue Invitational, que además se encuentra entre los Sanctioned Events, participan únicamente los atletas elegidos a criterio de la organización de los CrossFit Games, quienes pueden invitar a atletas aunque no se hayan clasificado ni hayan participado en ninguna otra prueba. Los campeones de cada categoría son premiados con 50.000 dólares en efectivo y un pase directo al evento final. El patrocinador reparte entre las categorías individual masculino, individual femenino, leyendas masculino, leyendas femenino y equipos mixtos, un total de 400.000 dólares.

## Premios
Con el paso de los años y las innovaciones que se han ido haciendo con el tiempo, la participación de atletas de todo el mundo y los patrocinadores han ido creciendo exponencialmente. Aunque los primeros premios fueron muy humildes en comparación con la actualidad (500 dólares en la primera edición), aumentando con los años hasta 2010 donde los premios de los campeones alcanzaron los 25.000 dólares.
Con la entrada de Reebok en 2011 como patrocinador oficial, los premios comenzaron a tener un valor 10 veces mayor, entregando en los primeros Reebok CrossFit Games un premio de 250.000 dólares a Rich Froning Jr. como campeón masculino y a Annie Thorisdottir como campeona femenina. 
En 2019 el premio para los campeones fue de 300.000 dólares, pero no fueron los únicos atletas que recibieron un premio en efectivo, ya que los demás participantes hasta el puesto número 20 también lo hicieron:

### Premios en efectivo de los CrossFit Games 2019 en categoría masculina y femenina
1. 300.000 $
2. 115.000 $
3. 75.000 $
4. 50.000 $
5. 35.000 $
6. 30.000 $
7. 27.000 $
8. 25.000 $
9. 23.000 $
10. 21.000 $
11. 18.000 $
12. 16.000 $
13. 15.000 $
14. 14.000 $
15. 13.000 $
16. 12.000 $
17. 11.000 $
18. 10.000 $
19. 9.000 $
20. 8.000 $

(*) Los números de la lista indican la posición en la clasificación general.

## Emisión y medios audiovisuales
2011 fue uno de los años de más éxito para los CrossFit Games, ya que recibió firmó el patrocinio con Reebok y ese mismo año varios canales de televisión contactaron con la organización para comenzar a emitir la competición. El canal deportivo ESPN comenzó a transmitir los juegos, incluyendo retransmisiones en directo en ESPN3 y dedicando cobertura televisiva en ESPN2.
Conforme el evento iba creciendo, el interés del canal fue aumentando y por ello llegó a ampliar su cobertura hasta nueve horas y media en 2015. Ya en 2017, otros canales como CBS Sports quisieron entrar a la red audiovisual de los CrossFit Games, por lo que firmaron un contrato de cobertura de 40 horas.
La competición también contaba con sus propios medios audiovisuales desde 2013, pero en 2018 y debido al alto gasto que suponía, decidieron disolver el departamento dedicado a la retransmisión. Dejando esta responsabilidad a Rogue Fitness, patrocinador de material oficial de los juegos y que disponía también de su propio departamento audiovisual.

## Polémica

### Enfrentamiento con Nike
Tras cuatro años con Reebok como patrocinador oficial del evento, la organización de los CrossFit Games llegó a un acuerdo con la empresa deportiva para comunicar a los participantes que no podían utilizar calzado Nike durante la edición de 2015. Al conocer la noticia, Nike estacionó varios camiones publicitarios a las puertas del StubHub Center, lugar donde se celebraba la competición; en ellos podía leerse un mensaje que decía: «Don't ban our shoe, beat our shoe» (No prohíbas nuestras zapatillas, mejora nuestras zapatillas). A raíz de ello, CrossFit prohibió a Nike utilizar su nombre en el modelo de zapatilla Metcon la cual iba exclusivamente dedicada a este tipo de deporte, por lo que la marca deportiva pasó a usar el término «entrenamiento de alta intensidad».

### Pistolas como premio
Al año siguiente, los CrossFit Games volvieron a estar en las portadas de los medios tras tratar de premiar a los campeones de la edición de 2016 con pistolas. Algo que no gustó nada a los patrocinadores y que amenazaron con abandonar el patrocinio de la competición; además se convocaron varias protestas organizadas por grupos LGTB anti armas en dos principales ubicaciones de CrossFit Inc. en Nueva York, forzando el cierre temporal de ambas mientras se buscaba una solución.

### Greg Glassman y su mensaje racista
El 6 de junio de 2020, Greg Glassman, hasta entonces dueño de CrossFit, publicó un tweet en Twitter con el mensaje: «It's FLOYD-19», lo que provocó el rechazo mundial de la marca CrossFit al ser él su máximo representante. Su publicación se consideró en redes sociales como una burla racista, al fusionar las palabras «COVID-19», proveniente de la Pandemia por COVID-19 y «Floyd», en referencia a George Floyd, fallecido por asfixia durante un arresto en Mineápolis, Minesota, Estados Unidos, cuyo caso generó fuertes protestas contra la brutalidad policial y el racismo.
A causa del polémico mensaje, el principal patrocinador de los CrossFit Games, Reebok, rescindió su contrato con la marca tras 9 años de continuo trabajo. Además, más de un centenar de gimnasios cancelaron su afiliación y  atletas de CrossFit reconocidos se desmarcaron de la compañía al no compartir ni la actitud ni el mensaje del CEO de la empresa. Nicole Carroll, directora de entrenamientos, dimitió tras 16 años de trabajo continuo al mismo tiempo que declaró: «Esas palabras no representan lo que hemos sido».
Al no cesar las protestas y ver en peligro el futuro de la compañía, vendió la empresa a Eric Roza, un inversor estadounidense y atleta y dueño de un «box» de CrossFit, que ocupó el puesto de consejero delegado (CEO).

## Campeones por categorías

### Individual y equipos
| Año  | Masculino individual | Femenino individual     | Equipos                          |
| ---- | -------------------- | ----------------------- | -------------------------------- |
| 2007 | James Fitzgerald     | Jolie Gentry            | CrossFit Santa Cruz              |
| 2008 | Jason Khalipa        | Caity Matter            | CrossFit Oakland                 |
| 2009 | Mikko Salo           | Tanya Wagner            | Northwest CrossFit               |
| 2010 | Graham Holmberg      | Kristan Clever          | CrossFit Fort Vancouver          |
| 2011 | Rich Froning Jr.     | Annie Thorisdottir      | CrossFit New England             |
| 2012 | Rich Froning Jr.     | Annie Thorisdottir      | Hack's Pack UTE                  |
| 2013 | Rich Froning Jr.     | Samantha Briggs         | Hack's Pack UTE                  |
| 2014 | Rich Froning Jr.     | Camille Leblanc-Bazinet | CrossFit Invictus                |
| 2015 | Ben Smith            | Katrín Davíðsdóttir     | CrossFit Mayhem Freedom          |
| 2016 | Mathew Fraser        | Katrín Davíðsdóttir     | CrossFit Mayhem Freedom          |
| 2017 | Mathew Fraser        | Tia-Clair Toomey        | Wasatch Crossfit                 |
| 2018 | Mathew Fraser        | Tia-Clair Toomey        | CrossFit Mayhem Freedom          |
| 2019 | Mathew Fraser        | Tia-Clair Toomey        | CrossFit Mayhem Freedom          |
| 2020 | Mathew Fraser        | Tia-Clair Toomey        | CrossFit Mayhem Freedom          |
| 2021 | Justin Medeiros      | Tia-Clair Toomey        | CrossFit Mayhem Freedom          |
| 2022 | Justin Medeiros      | Tia-Clair Toomey        | CrossFit Mayhem Freedom          |
| 2023 | Jeffrey Adler        | Laura Horváth           | CrossFit Invictus                |
| 2024 | James Sprague        | Tia-Clair Toomey        | Raw Iron CrossFit Mayhem Thunder |
| 2025 | Jayson Hopper        | Tia-Clair Toomey        | CrossFit Oslo                    |

### Master masculino
| Año  | +50           |
| ---- | ------------- |
| 2010 | Brian Curley* |

(*) En 2010 solo existía la categoría +50
| Año  | 35-39            | 40-44           | 45-49         | 50-54          | 55-59            | 60+               |
| ---- | ---------------- | --------------- | ------------- | -------------- | ---------------- | ----------------- |
| 2011 | -                | -               | Scot DeTore   | Gord Mackinnon | Steve Anderson   | Greg Walker       |
| 2012 | -                | -               | Gene LaMonica | Gord Mackinnon | Tim Anderson     | Scott Olson       |
| 2013 | -                | Michael Moseley | Ron Ortiz     | Craig Howard   | Hilmar Hardarson | Scott Olson       |
| 2014 | -                | Shawn Ramírez   | Jerry Hill    | Will Powell    | Steve Hamming    | Scott Olson       |
| 2015 | -                | Shawn Ramírez   | Matthew Swift | Joe Ames       | Will Powell      | Steve Pollini     |
| 2016 | -                | Shawn Ramírez   | Ron Mathews   | Ron Ortiz      | Will Powell      | David Hippensteel |
| 2017 | Kyle Kasperbauer | Shawn Ramirez   | Robert Davis  | Kevin Koester  | Shannon Aiken    | David Hippensteel |
| 2018 | Kyle Kasperbauer | Neal Maddox     | Robert Davis  | Cliff Musgrave | Brig Edwards     | David Hippensteel |
| 2019 | Nick Urankar     | Jason Grubb     | Joel Hughes   | Keving Koester | Joe Ames         | Gord Mackinnon    |

### Master femenino
| Año  | +50            |
| ---- | -------------- |
| 2010 | Laurie Carver* |

(*) En 2010 solo existía la categoría +50
| Año  | 35-39         | 40-44         | 45-49          | 50-54              | 55-59                 | 60+            |
| ---- | ------------- | ------------- | -------------- | ------------------ | --------------------- | -------------- |
| 2011 | -             | -             | Susan Habbe    | Mary Beth Litsheim | Shelley Noyce         | Betsy Finley   |
| 2012 | -             | -             | Lisa Mikkelsen | Susan Habbe        | Marnel King           | Mary Schwing   |
| 2013 | -             | Amanda Allen  | Lisa Mikkelsen | Colleen Fahey      | Gabriele Schlicht     | Sharon Lapkoff |
| 2014 | -             | Amanda Allen  | Kim Holway     | Mary Beth Litsheim | Susan Clarke          | Karen Wattier  |
| 2015 | -             | Janet Black   | Kylie Massi    | Cindy Kelley       | Susan Clarke          | Rosalie Glenn  |
| 2016 | -             | Helen Harding | Cheryl Brost   | Shellie Edington   | Mary Beth Prodromides | Shaun Havard   |
| 2017 | Stephanie Roy | Helen Harding | Cheryl Brost   | Marion Valkenburg  | Susan Clarke          | Patty Failla   |
| 2018 | Anna Tobias   | Stephanie Roy | Amanda Allen   | Eva Thornton       | Mary Beth Prodromides | Shaun Harvard  |
| 2019 | Anna Tobias   | Joey Kimdon   | Janet Black    | Jana Slyder        | Laurie Meschishnick   | Susan Clarke   |

### Adolescentes
| Año  | Masculino       | Masculino         | Femenino          | Femenino         |
| Año  | 14-15           | 16-17             | 14-15             | 16-17            |
| ---- | --------------- | ----------------- | ----------------- | ---------------- |
| 2015 | Angelo Dicicco  | Nicholas Paladino | Sydney Sullivan   | Isabella Vallejo |
| 2016 | Vincent Ramirez | Nicholas Paladino | Kaela Stephano    | Allison Weiss    |
| 2017 | Dallin Pepper   | Angelo Dicicco    | Chloe Smith       | Kaela Stephano   |
| 2018 | Tudor Magda     | Dallin Pepper     | Olivia Sulek      | Haley Adams      |
| 2019 | David Bradley   | Dallin Pepper     | Emma Cary         | Chloe Smith      |
| 2021 | Ty Jenkins      | Nate Ackermann    | Olivia Kerstetter | Emma Lawson      |

1. ↑  Paul Perna finalizó en primera posición pero fue descalificado al dar positivo en sustancias dopantes.[25]
2. ↑  Josée Sarda finalizó en primera posición pero fue descalificada al dar positivo en sustancias dopantes.[26]